# Giovanni Bovi
Giovanni Bovi (Palmi, 2 gennaio 1856 – Napoli, 8 agosto 1932) è stato un politico italiano.

## Biografia
Fu deputato per 2 legislature tra il 1900 ed il 1909. La prima fu in seguito all'elezione generale del 3 giugno 1900 nel collegio uninominale di Palmi, con voti 2.406 su 2.457 votanti. La seconda volta fu eletto nell'elezione generale del 6 novembre 1904, sempre nel collegio di Palmi, con voti 2.054 su 2.182 votanti.
Inoltre fu 2 volte, non consecutivamente, sindaco di Palmi nei periodi 1892-1893 e 1911-1913.
Su sua richiesta, nel 1904, il governo di allora deliberò la riapertura del Ginnasio cittadino, soppresso a seguito della distruzione dei locali avvenuta con il terremoto del 1894.